# Japán széles kárász
A japán széles kárász (Carassius cuvieri) a csontos halak (Osteichthyes) főosztályába, a sugarasúszójú halak (Actinopterygii) osztályába, a pontyalakúak (Cypriniformes) rendjébe és a pontyfélék (Cyprinidae) családjába tartozó faj.

## Előfordulása
Természetes elterjedési területe a Japán szigetvilág és Tajvan édesvizei.

## Megjelenése
Teste zömök, oldalról lapított, háta magas felépítésű. Feje kicsi, szája felső állású ajkai a pontynál kevésbé húsosak és nincsenek bajuszszálai. Szeme nagy, homloka meredeken emelkedik, orra tompa, szája kicsi és csúcsba nyíló.
Nagyon hasonlít a széles kárászra ezért korábban annak alfajaként is leírták. Az aranyhal közeli rokona. Testét nagy pikkelyek fedik, melyek vastagok és erősen ülnek. A kifejlett japán széles kárászok mérete 30-35 centiméter.

### A faj tudományos leírásával foglalkozó elektronikus ismeretforrások
- A faj adatlapja a FishBase oldalán. FishBase. (Hozzáférés: 2011. augusztus 22.)
- A taxon adatlapja az ITIS adatbázisában. Integrated Taxonomic Information System. (Hozzáférés: 2011. augusztus 22.)
- Carassius cuvieri Temminck & Schlegel, 1846 (angol nyelven). BioLiB.cz. (Hozzáférés: 2011. augusztus 22.)
- Carassius cuvieri, (angol nyelven). nies.go.jp. (Hozzáférés: 2011. augusztus 22.)
- Carassius cuvieri Temminck & Schlegel, 1846 (angol nyelven). Encyclopedia of Life. (Hozzáférés: 2011. augusztus 22.)